# Dryákova vila (Vinohrady)
Dryákova vila (Müllerova vila) je památkově chráněná budova nacházející se v Dykově ulici č. 1039/6 na pražských Vinohradech. Vilu pro rodinu ing. B. Müllera vystavěl v letech 1898–1899 architekt Alois Dryák.
Vila je postavena na obdélníkovém půdorysu ve stylu romantického dekorativizmu se secesními detaily. Stojí ve svažitém terénu, směrem do ulice je třípodlažní, do zahrady čtyřpodlažní. Budova je členěna pomocí rizalitů, věžiček a altánů v pozdně gotickém a renesančním stylu. Stěny jsou zdobeny sgrafitovými ornamenty, nízkými štukovými reliéfy i plastikami.

## Galerie

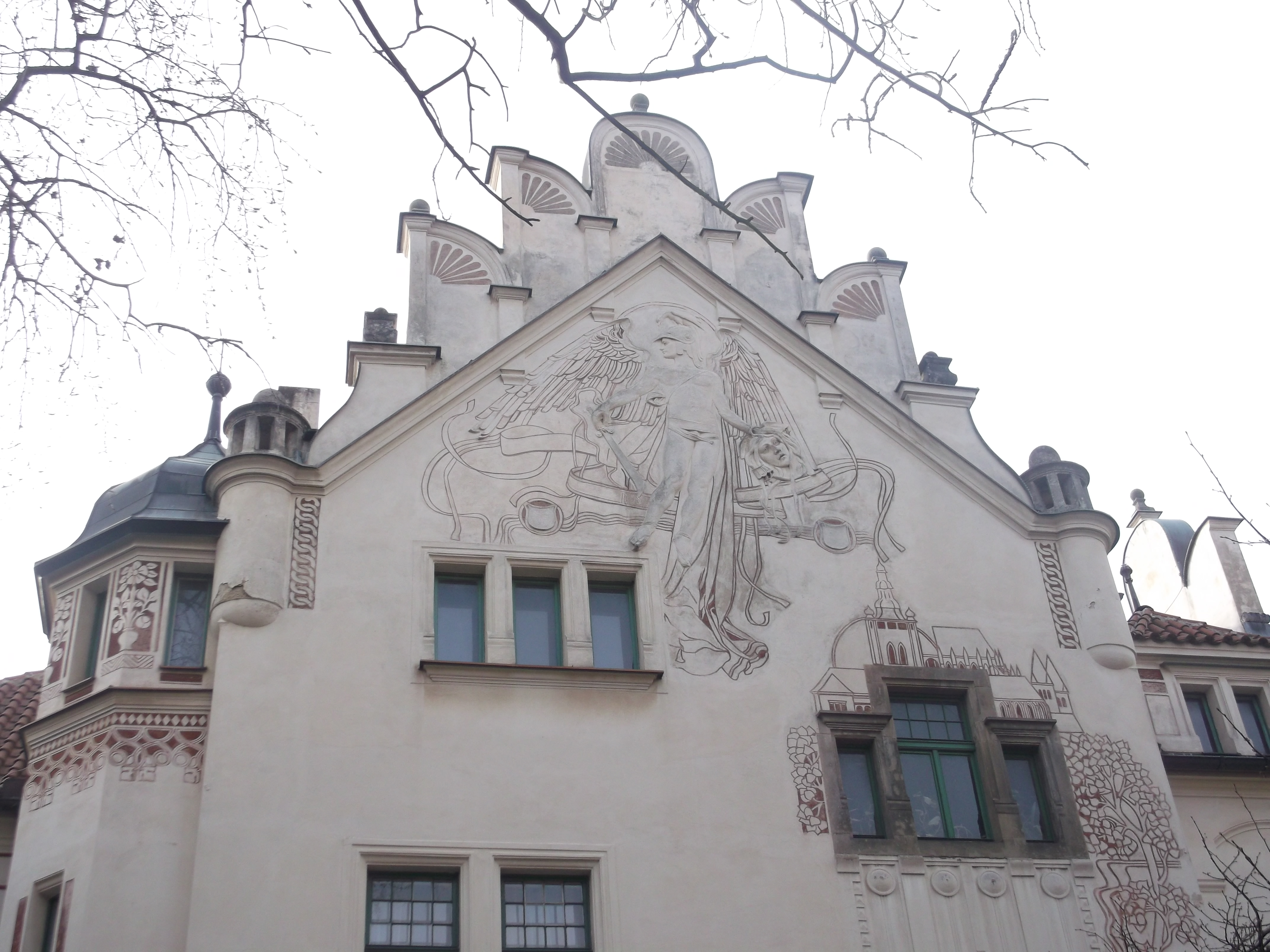
Štít s reliéfem a sgraffitem
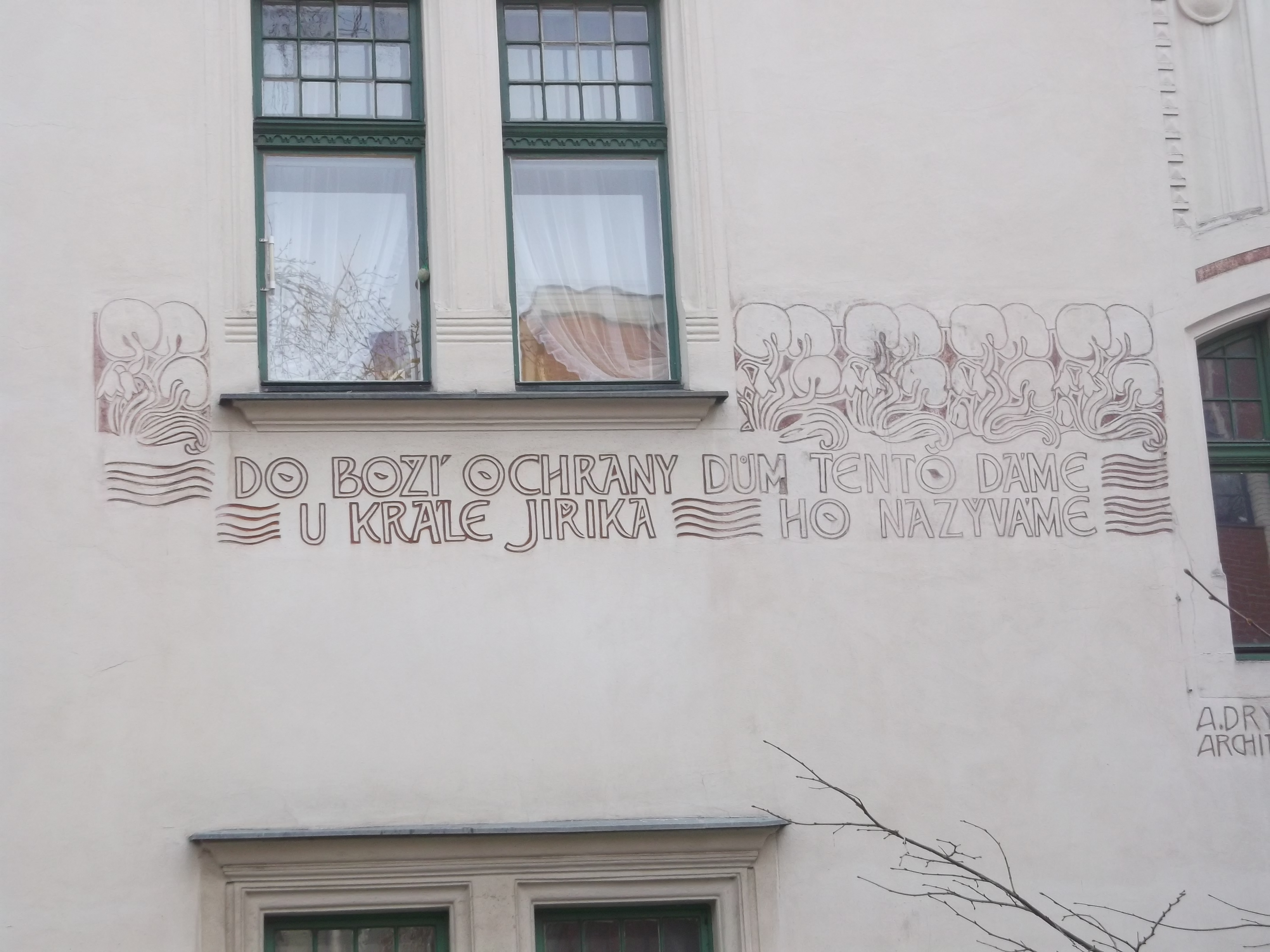
Nápis "U krále Jiříka"
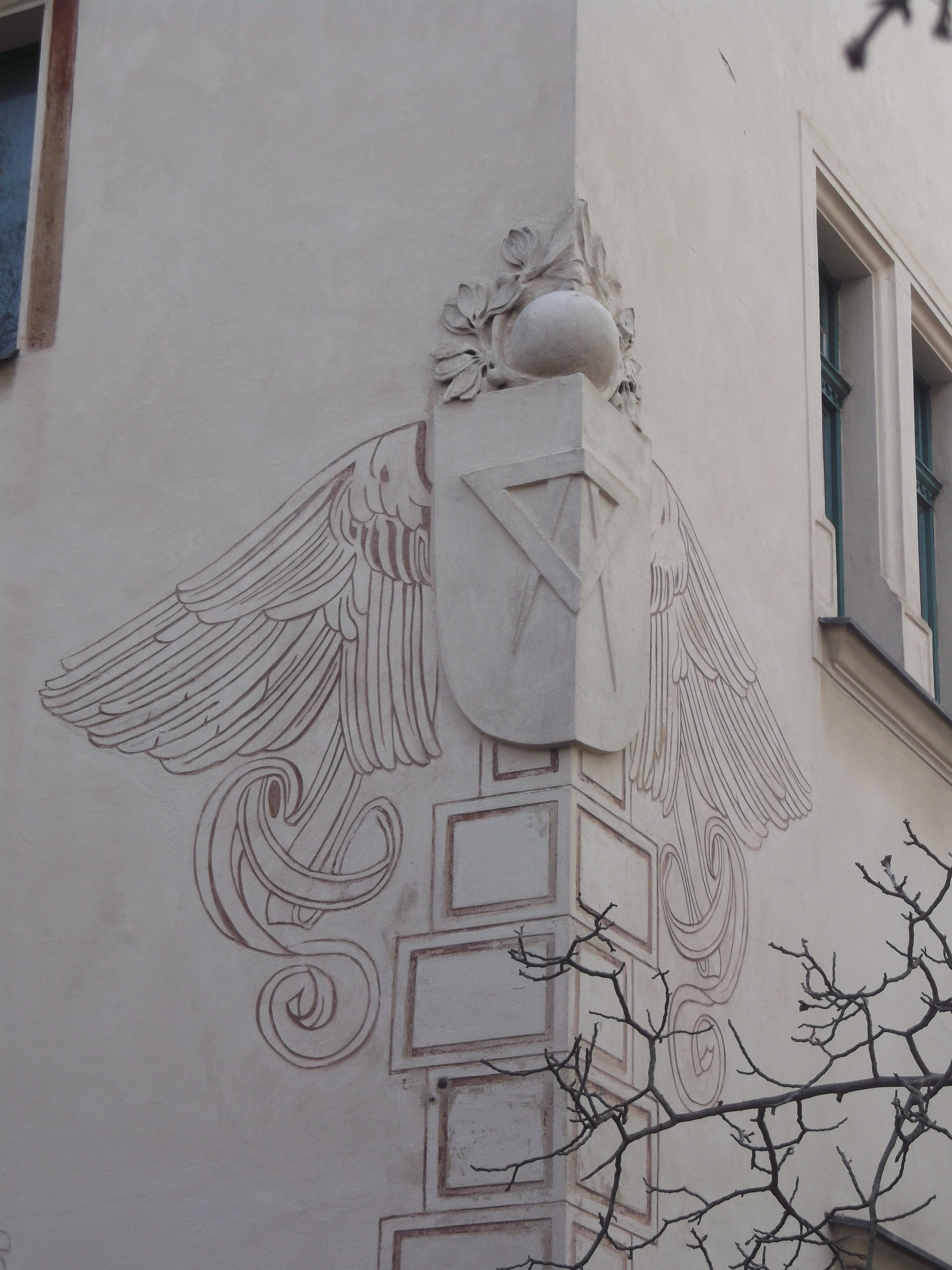
Reliéf na nároží